# Quantitative value
El Quantitative Value es una evolución del Value Investment que nos permite, a través de un análisis puramente cuantitativo y, usando las nuevas tecnologías, seleccionar las mejores empresas en las que invertir en Bolsa, empresas que tienen unos ratios financieros excelentes a bajo precio.

## Los mejores ratios
El Quantitative Value utiliza 11 ratios para seleccionar las mejores empresas en las que invertir. Estos ratios son fruto del estudio de los criterios de inversión de Joel Greenblatt, Benjamin Graham, Joseph Piotroski y Cliff Asness.
El objetivo de este tipo de análisis financiero es poder seleccionar buenas empresas para invertir que coticen a precios por debajo de su auténtico valor. De este modo, como el precio tiende a equipararse con el valor real de la compañía en el tiempo, con paciencia, nuestra inversión será un éxito.

## Cómo funciona
Existen herramientas informáticas en línea que te proveen de los datos necesarios para analizar cuantitativamente empresas.
Son herramientas de screen (Radar de búsqueda de acciones) para localizar empresas que cumplan los criterios cuantitativos que previamente hayas seleccionado. Con un solo clic tendrás como resultado las mejores acciones en las que invertir si los criterios de selección para la búsqueda que uses son los apropiados. Tendremos la selección de valores hecha con relativa facilidad. 
Para ello, previamente, hay que conocer algunos ratios y sus interpretaciones, aquellos ratios que consideramos relevantes para que una empresa nos parezca excelente para invertir en ella. Los ratios que nos permiten discriminar y seleccionar valores con la seguridad de estar encontrando lo que buscamos pueden englobarse en los siguientes:
- Capitalización
- Margen bruto
- Margen beneficio neto
- Precio/valor en libros
- Precio/ventas
- PER
- Quick ratio
- ROA
- ROE
- ROI
- Deuda/capital

## Cómo se aplica
El primer paso es crear los radares, para ello puedes utilizar el radar de Financial Times.
El segundo paso consiste en elegir un número de acciones (la gestión monetaria aconseja que no sean menos de 10 acciones) e invertir en ellas.
El tercer paso consiste en rotar la cartera de acciones de acuerdo al criterio de calidad que más se adecue a vuestros intereses. Hay inversores que prefieren ratios estáticos como el ROI o ROE y otros prefieren ratios relacionados con el precio como el precio/ventas o el PER, de modo que mantengamos en cartera, o rotemos en su caso, la cartera sobre la base de la elección de acciones con mejor ratios de calidad.
El cuarto paso consiste en tener paciencia.

## Variante estratégica: Long/Short Value Investing
Las estrategias long/short son las que invierten, con diferentes composiciones, en posiciones largas (alcistas) y cortas (bajistas) a la vez.
La manera de llevarlo a la práctica es crear dos screen, uno para posiciones largas que busque empresas excelentes a precios bajos; y otro, para posiciones cortas que busca empresas con ratios relacionados con el precio (precio/ventas, PER...) elevados, y criterios de rentabilidad y solvencia muy deteriorados. Algunos de los máximos exponentes en ésta variante de inversión son Cliff Asness o Joel Greenblatt que realizan este tipo de estrategia basando sus inversiones en análisis Cuantitativo.

## Páginas de interés
- zonavalue.com
- Magic Formula de Joel Greenblatt
- Value investing
- Piotroski Score